# Équipe de Hongrie de football à la Coupe du monde 1938

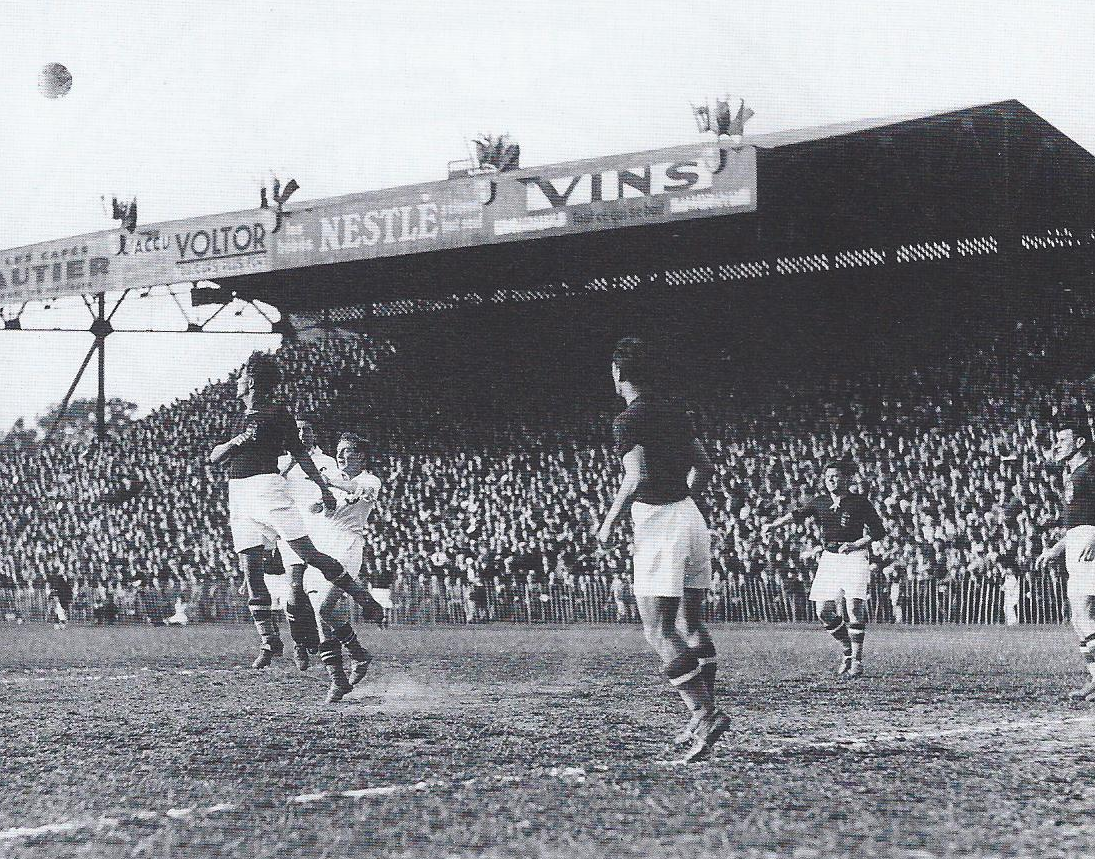
Scène du match contre la Suisse.

L'équipe de Hongrie de football participe à sa deuxième Coupe du monde lors de l'édition 1938 qui se tient en France du 4 juin 1938 au 19 juin 1938.
L'équipe se présente en tant que quart de finaliste 1934 et elle accède à la finale en sortant les Indes orientales néerlandaises, la Suisse et la Suède. Les Hongrois sont défaits par l'équipe italienne, championne du monde en titre.

## Phase qualificative
La Hongrie est placée dans le groupe 6 de la zone Europe et elle est qualifiée d'office pour le second tour. Le premier tour oppose la Grèce à la Palestine mandataire et les Grecs passent ce tour grâce à un résultat cumulé aller-retour de 4-1. La Hongrie entre ainsi en lice et gagne le match unique organisé à Budapest sur un score de 11 à 1.
| 25 mars 1938 | Hongrie                                                                                        | 11 - 1 | Grèce      | Hungária körúti Stadion, Budapest              |                                                |
|              | Zsengellér 15e, 23e (pen.), 25e, 65e, 81e · Titkos 18e, 75e · Vincze 26e · Nemes 34e, 40e, 52e |        | Makris 89e | Spectateurs : 12 000 Arbitrage : Denis Xifandu | Spectateurs : 12 000 Arbitrage : Denis Xifandu |
|              | détails                                                                                        |        |            | Spectateurs : 12 000 Arbitrage : Denis Xifandu | Spectateurs : 12 000 Arbitrage : Denis Xifandu |

## Phase finale

### Huitième de finale
| 5 juin 1938                         | Hongrie                                                                                    | 6 - 0   | Indes orientales néerlandaises                                                                                  | Vélodrome municipal (Reims)                  |                                              |
| 17 h 00 · Historique des rencontres | Kohut 13e · Toldi 15e · G. Sárosi 28e, 89e · Zsengellér 35e, 76e                           | (4 - 0) | | Spectateurs : 9 000 Arbitrage : Roger Conrié | Spectateurs : 9 000 Arbitrage : Roger Conrié |
| 17 h 00 · Historique des rencontres | Rapport                                                                                    |         | | Spectateurs : 9 000 Arbitrage : Roger Conrié | Spectateurs : 9 000 Arbitrage : Roger Conrié |
| 17 h 00 · Historique des rencontres | Háda - Korányi, S. Bíró - Lázár, Turay, Balogh - Sas, Zsengellér, G. Sárosi , Toldi, Kohut | Équipes | Tan Mo Heng - Hu Kon, Samuels - Nawir , Meeng, Anwar - Tan Hong Djien, Soedarmadji, Zomers, Pattiwael, Taihuttu | Spectateurs : 9 000 Arbitrage : Roger Conrié | Spectateurs : 9 000 Arbitrage : Roger Conrié |

### Quart de finale
| 12 juin 1938                        | Suisse                                                                                               | 0 - 2   | Hongrie                                                                                      | Stade Victor-Boucquey (Lambersart)                  |                                                     |
| 17 h 00 · Historique des rencontres | | (0 - 1) | G. Sárosi 40e · Zsengellér 89e                                                               | Spectateurs : 15 000 Arbitrage : Rinaldo Barlassina | Spectateurs : 15 000 Arbitrage : Rinaldo Barlassina |
| 17 h 00 · Historique des rencontres | Rapport                                                                                              |         |                                                                                              | Spectateurs : 15 000 Arbitrage : Rinaldo Barlassina | Spectateurs : 15 000 Arbitrage : Rinaldo Barlassina |
| 17 h 00 · Historique des rencontres | Huber - Stelzer, Lehmann - Springer, Vernati, Lörtscher - Amadò, Walaschek, Bickel, Abegglen, Grassi | Équipes | Szabó - Korányi, S. Bíró - Lázár, Turay, Szalay - Sas, Zsengellér, G. Sárosi , Vincze, Kohut | Spectateurs : 15 000 Arbitrage : Rinaldo Barlassina | Spectateurs : 15 000 Arbitrage : Rinaldo Barlassina |

### Demi-finale
| 16 juin 1938                        | Hongrie                                                                                      | 5 - 1   | Suède | Parc des Princes (Paris)                         |                                                  |
| 18 h 00 · Historique des rencontres | Zsengellér 19e, 39e, 85e · Titkos 37e · G. Sárosi 65e                                        | (3 - 1) | Nyberg 1re | Spectateurs : 20 000 Arbitrage : Lucien Leclercq | Spectateurs : 20 000 Arbitrage : Lucien Leclercq |
| 18 h 00 · Historique des rencontres | Rapport                                                                                      |         | | Spectateurs : 20 000 Arbitrage : Lucien Leclercq | Spectateurs : 20 000 Arbitrage : Lucien Leclercq |
| 18 h 00 · Historique des rencontres | Szabó - Korányi, S. Bíró - Lázár, Turay, Szalay - Sas, Zsengellér, G. Sárosi , Toldi, Titkos | Équipes | Abrahamsson - Eriksson, Källgren - Almgren, Jacobsson, Svanström - Wetterström, Keller , H. Andersson, Jonasson, Nyberg | Spectateurs : 20 000 Arbitrage : Lucien Leclercq | Spectateurs : 20 000 Arbitrage : Lucien Leclercq |

### Finale

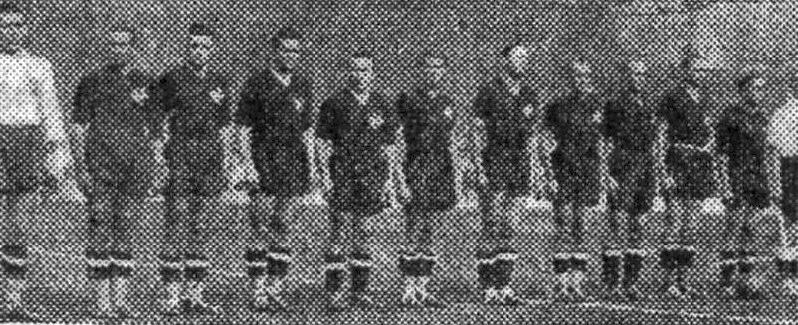
L'équipe de Hongrie finaliste de la Coupe du monde 1938.

| 19 juin 1938                        | Italie                            | 4 - 2   | Hongrie                   | Stade olympique Yves-du-Manoir (Colombes)                                 |                                                                           |
| 17 h 00 · Historique des rencontres | Colaussi 6e, 35e · Piola 16e, 85e | (3 - 1) | Titkos 8e · G. Sárosi 70e | Spectateurs : 45 124 · Arbitrage : Georges Capdeville · Photos du match · | Spectateurs : 45 124 · Arbitrage : Georges Capdeville · Photos du match · |
| 17 h 00 · Historique des rencontres | Rapport                           |         |                           | Spectateurs : 45 124 · Arbitrage : Georges Capdeville · Photos du match · | Spectateurs : 45 124 · Arbitrage : Georges Capdeville · Photos du match · |

|  | Titulaires : Aldo Olivieri Alfredo Foni Pietro Rava Pietro Serantoni Michele Andreolo Ugo Locatelli Amedeo Biavati Giuseppe Meazza Silvio Piola Giovanni Ferrari Gino Colaussi Entraîneur : Vittorio Pozzo | Finale de la Coupe du monde 1938 |  | Titulaires : Antal Szabó Gyula Polgár Sándor Bíró Antal Szalay György Szűcs Gyula Lázár Ferenc Sas Jenő Vincze György Sárosi Gyula Zsengellér Pál Titkos Entraîneur : Alfréd Schaffer |

## Effectif
Károly Dietz et Alfréd Schaffer sont les sélectionneurs hongrois durant la Coupe du monde. Ils commandent un groupe de 22 joueurs qui se compose de 3 gardiens de but, 3 défenseurs, 7 milieux de terrain et 9 attaquants.
| No. | Pos.      | Joueur           | Date de naissance et âge | Sélec.  | Club                      |
| --- | --------- | ---------------- | ------------------------ | ------- | ------------------------- |
| -   | Milieu    | István Balogh    | 21 septembre 1912        | 03 0(0) | Újpest Football Club      |
| -   | Attaquant | Mihály Bíró      | 20 juillet 1914          | 00 0(0) | Ferencváros Football Club |
| -   | Défenseur | Sándor Bíró      | 19 août 1911             | 26 0(0) | Hungária Football Club    |
| -   | Attaquant | László Cseh      | 4 avril 1910             | 32 (15) | Hungária Football Club    |
| -   | Milieu    | János Dudás      | 13 février 1911          | 12 0(1) | Hungária Football Club    |
| -   | Gardien   | József Háda      | 2 mars 1911              | 15 0(0) | Ferencváros Football Club |
| -   | Attaquant | Vilmos Kohut     | 17 juillet 1906          | 24 (13) | Olympique de Marseille    |
| -   | Défenseur | Lajos Korányi    | 15 mai 1907              | 30 0(0) | Ferencváros Football Club |
| -   | Milieu    | Gyula Lázár      | 24 janvier 1911          | 34 0(1) | Ferencváros Football Club |
| -   | Gardien   | József Pálinkás  | 10 mars 1912             | 05 0(0) | Szeged Football Club      |
| -   | Défenseur | Gyula Polgár     | 8 février 1912           | 14 0(2) | Ferencváros Football Club |
| -   | Milieu    | Béla Sárosi      | 15 mai 1919              | 00 0(0) | Ferencváros Football Club |
| -   | Attaquant | György Sárosi    | 15 septembre 1912        | 42 (32) | Ferencváros Football Club |
| -   | Attaquant | Ferenc Sas       | 15 mars 1915             | 13 0(2) | Hungária Football Club    |
| -   | Gardien   | Antal Szabó      | 4 septembre 1910         | 32 0(0) | Hungária Football Club    |
| -   | Milieu    | Antal Szalay     | 12 mars 1912             | 19 0(0) | Újpest Football Club      |
| -   | Milieu    | György Szűcs     | 23 avril 1912            | 23 0(0) | Újpest Football Club      |
| -   | Attaquant | Pál Titkos       | 8 janvier 1908           | 45 (11) | Hungária Football Club    |
| -   | Attaquant | Géza Toldi       | 11 février 1909          | 39 (23) | Ferencváros Football Club |
| -   | Milieu    | József Turay     | 1er mars 1905            | 41 (11) | Hungária Football Club    |
| -   | Attaquant | Jenő Vincze      | 20 novembre 1908         | 22 0(8) | Újpest Football Club      |
| -   | Attaquant | Gyula Zsengellér | 27 décembre 1915         | 09 (10) | Újpest Football Club      |

## Navigation